# Szeremle
Szeremle este un sat în districtul Baja, județul Bács-Kiskun, Ungaria, având o populație de 1.467 de locuitori (2011). 

## Demografie
Componența etnică a satului Szeremle
     Maghiari (91,89%)
     Romi (5,24%)
     Germani (1,82%)
     Necunoscut (0,21%)
     Alții (0,84%)
Componența confesională a satului Szeremle
     Romano-catolici (49,08%)
     Reformați (26,38%)
     Fără religie (5,25%)
     Necunoscută (18,88%)
     Luterani (0,41%)
     Alte religii (0,82%)
Conform recensământului din 2011, satul Szeremle avea 1.467 de locuitori. Din punct de vedere etnic, majoritatea locuitorilor (91,89%) erau maghiari, existând și minorități de romi (5,24%) și germani (1,82%). Apartenența etnică nu este cunoscută în cazul a 0,21% din locuitori. Nu există o religie majoritară, locuitorii fiind romano-catolici (49,08%), reformați (26,38%) și persoane fără religie (5,25%). Pentru 18,88% din locuitori nu este cunoscută apartenența confesională.